# Fresnoy-le-Luat
Fresnoy-le-Luat é uma comuna francesa na região administrativa de Altos da França, no departamento de Oise. Estende-se por uma área de 11,5 km². Em 2010 a comuna tinha 517 habitantes (densidade: 45 hab./km²).